# Refinería Lázaro Cárdenas del Río
La refinería Lázaro Cárdenas del Río, también llamada refinería de Minatitlán, es una refinería de petróleo ubicada en la localidad de Minatitlán en el estado mexicano de Veracruz. Junto a otras cinco refinerías, forma parte del Sistema Nacional de Refinación (SNR), propiedad de la empresa paraestatal mexicana Petróleos Mexicanos (PEMEX). Se inauguró en 1906 y fue propiedad de la empresa El Águila hasta su nacionalización en 1938.
El Edificio de Coque forma parte de la refinería siendo la planta coquizadora.

## Toponimia
Tiene su nombre en honor al General Lázaro Cárdenas del Río quien en 1938 fundó PEMEX, tras la nacionalización de la industria petrolera.

## Historia
Fue fundada en 1956, siendo la refinería más antigua propiedad actual de PEMEX (aunque no construida por éste). Antiguamente fue propiedad de la Compañía Mexicana de Petróleo El Águila. Inició sus operaciones obteniendo crudo de petróleo en la localidad de San Cristobal (Veracruz), ubicada a 18 km de la actual ciudad.
El complejo de la refinería fue parte de los bienes nacionalizados durante la Expropiación del petróleo en México.
En 1954 se desmantelaron las antiguas instalaciones y comenzó la construcción del nuevo complejo. De acuerdo con el documento Reconfiguración de la Refinería:

Lázaro Cárdenas el resultado de la modernización derivó en 24 plantas de proceso en operación normal, tres plantas ecológicas, dos turbogeneradores eléctricos, seis generadores de vapor, nueve torres de enfriamiento de agua, una torre de pretratamiento, una de tratamiento, una potabilizadora, y 166 tanques de almacenamiento.

Actualmente genera 102,000 barriles al día.
El 23 de febrero de 2023 ocurrió un incendio en la refinería, el cual causó la muerte de cinco trabajadores del complejo. En mayo del mismo año se produjo un segundo incendio. El 28 de noviembre se presentó otro incendio en el interior de la refinería.